# STS-95
La STS-95 è una missione spaziale del Programma Space Shuttle.

## Equipaggio
- Curtis L. Brown (5) - Comandante
- Steven W. Lindsey (2) - Pilota
- Pedro Duque (1) - Specialista di missione
- Scott E. Parazynski (3) - Specialista di missione
- Stephen K. Robinson (2) - Comandante
- Chiaki Mukai (2) - Specialista del carico - NASDA
- John H. Glenn (2) - Specialista del carico

Tra parentesi il numero di voli spaziali completati da ogni membro dell'equipaggio, inclusa questa missione.

## Parametri della missione
- Massa:
  - Navetta al rientro con carico: 103.322 kg
  - Carico utile: 11.130 kg
- Perigeo: 550 km
- Apogeo: 561 km
- Inclinazione orbitale: 28.45°
- Periodo: 1 ora, 36 minuti, 0 secondi